# Nejapa (Santa María Tlahuitoltepec)
Nejapa es una localidad indígena en el municipio de Santa María Tlahuitoltepec, perteneciente a la Región Mixe de la sierra norte del estado de Oaxaca.
Está ubicada al suroeste de su cabecera municipal, cuenta con aproximadamente 600 habitantes, habla el idioma mixe de Tlahuitoltepec. La localidad se conoce con el nombre de "Tsäjpts miijkyëjxp" en lengua ayuujk, que significa sobre los pastizales rojos o lugar con abundantes pastos de flores rojas.

## Ubicación
Esta localidad se ubica al suroeste de la cabecera municipal de Tlahuitoltepec, a unos 20 kilómetros de distancia. Es una de las comunidades más alejadas Archivado el 23 de junio de 2016 en Wayback Machine. de la cabecera municipal. Para llegar a dicha comunidad se camina de tres a cuatro horas, o en vehículo se hace alrededor de una hora.

## Demografía
Actualmente cuenta con aproximadamente 600 habitantes, entre ellos niños, jóvenes, adultos y ancianos, agrupados en 120 casas aproximadamente.

## Actividades
Los habitantes se dedican principalmente a las actividades de campo, todas las familias trabajan el campo para producción de alimentos de autoconsumo. Los alimentos básicos que producen los habitantes son; el maíz, frijol, chile y calabaza. Actualmente hay familias que se dedican a la producción de tomates, para venta local en la misma cabecera municipal.
Una de las actividades con mayor historia y auge en esta localidad es la producción de mezcal, cuya historia data desde los años 50. Hay alrededor 10 palenques o familias productoras de mezcal. El mezcal es una de las bebidas que tiene mucha venta en la misma comunidad, debido a que es considerada una de las bebidas sagradas, esta se ofrece a la naturaleza así como a los familiares durante alguna fiesta familiar o comunitaria.
La albañilería es otra de las actividades principales de las personas de esta comunidad. Hay desde ayudantes de la albañilería, albañiles autollamados media cuchara (los que dominan poco dicha actividad) y maestros albañiles, que tienen las habilidades y conocimientos de iniciar una casa hasta terminarlas con todos sus detalles.
La alfarería se encuentra presente en las actividades de los habitante de la localidad de Nejapa, Tlahuitoltepec. Las señoras, tienen los conocimientos y habilidades heredadas por sus antepasados, para hacer ollas y figuras de barro. Elaborar ollas de diferentes tamaños y formas, ya que es uno de los utensilios de cocina usados por las personas de esta localidad, de las localidades vecinas y del municipio. Actualmente las artesanas han implementado la elaboración de figuras de barro para uso de ornato (adorno o lujo para la casa o para edificios)
Otras familias se dedican a la carpintería, con la elaboración de productos como las sillas, bancas, mesas, muebles para cocina, entre otros productos, adquieren los recursos económicos para el sustento de su familia.
Por ser una localidad alejada de la cabecera municipal, no hay mucha fuente de ingreso, por movilidad social o por compra-venta de productos, razón por la que hay familias que salen en busca de trabajo en las comunidades vecinas o en la ciudad de la capital Oaxaqueña o en otros estados de la república mexicana.
El clima de la localidad se presta para producir productos, tales como; mangos, naranjas, limas, guayabas, nísperos, huajinicuil, zapote negro, zapote amarillo, huajes, tunas, papayas, entre otros. Estos productos son aprovechados por la gente de la localidad para sembrarlas, cuidarlas, cosecharlas y venderlas en el mercado local.

## Historia
El asentamiento humano en este lugar consta desde los años 1900 (aproximadamente) primeramente era lugar de cultivo, la gente que habitaba en el centro de Tlahuitoltepec acudía a este lugar para sembrar sus alimentos, con el paso del tiempo, las personas comenzaron a vivir en sus lugares de cultivo para facilitar su trabajo, es así como se crean las localidades en Tlahuitoltepec, y de otras comunidades vecinas, que tienen procesos similares.
El nombre en lengua Mixe Tsäjpts miiy kyëjxp, que significa sobre los pastizales rojos o lugar con abundantes pastos de flores rojas. Esta localidad también se le conoce con el nombre en Mixe Apä’äjt, aunque este último término significa “lugar bajo o al fondo”. Nejapa es un nombre que los mismos habitantes quisieron ponerse. Según cuenta la tradición oral, los habitantes de este lugar, así como del resto de la gente del mismo municipio y gente de los pueblos vecinos viajaban constantemente de un lugar a otro, para conseguir los productos necesarios para la familia y la comunidad, por lo que antes no había el servicio de la carretera, la gente viajaba a pie, uno de los lugares de comercio era el Istmo de Tehuantepec, hacia su recorrido por ese rumbo, los viajeros pasaban por un lugar llamado Nejapa de Madero, de regreso, los viajeros de esta localidad, se pusieron de acuerdo para llamar Nejapa al lugar donde viven, es así como se quedó ese nombre hasta la actualidad.
Anteriormente era conocido como ranchería, desde el año 2010 ascendió a categoría de Agencia de policía. Actualmente cuenta con su respectiva oficina, además de contar con los comités de educación, de preescolar, primaria y telesecundaria, tiene comité de asistencia de salud y regiduría de agua.

## Servicios
Desde los años 1930, las autoridades del municipio de Santa María Tlahuitoltepec Mixe viajaron a pie hasta la Ciudad de México con la finalidad de solicitar escuela para su comunidad. En los años posteriores a dicha fecha el gobierno federal en coordinación con el gobierno estatal autorizaron las primeras escuelas para la cabecera municipal de Tlahuitoltepec. Treinta años después se autorizaron para 4 localidades de Tlahuitoltepec, entre ellos la localidad de Nejapa, en el año 1967 se fundó la escuela Primaria Bilinguë “José María Morelos y Pavón”, diez años después se fundó el centro de educación preescolar “Gregorio Torres Quintero”. En la comunidad también funciona una escuela telesecundaria, misma que fue fundada en los años 90.

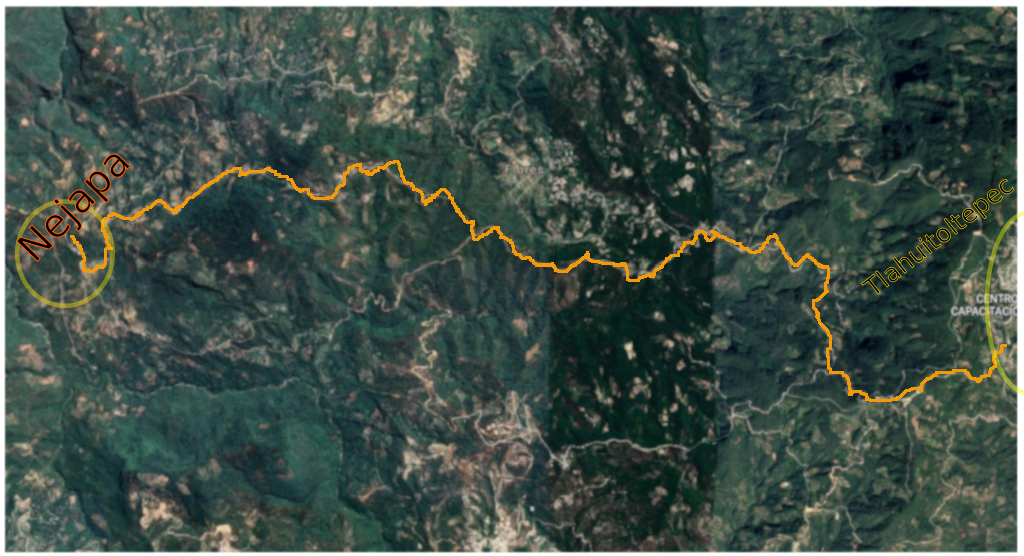

### Transporte
Cuenta con servicio de carretera de terracería. Actualmente hay servicio de transporte que han implementado los habitantes que dan servicio de transporte en la mañana, a mediodía y en la tarde. El viaje tarde aproximadamente una hora. La comunidad también tiene servicio de energía eléctrica, agua y asistencia de salud.